# Derfflinger Hügel
Der Derfflinger Hügel ist ein mehrphasig genutzter vor- und frühgeschichtlicher Grabhügel bei Kalbsrieth im Kyffhäuserkreis, Thüringen. 1901 erfolgte eine archäologische Grabung unter Leitung des Archäologen Armin Möller (1865–1938), die 1912 publiziert wurde. Der Hügel enthielt zahlreiche Bestattungen, die bis ins Neolithikum zurückreichen. Die älteste Bestattung lässt sich mangels Grabbeigaben nicht genau datieren; die restlichen neolithischen Bestattungen lassen sich der Baalberger Kultur (4200–3100 v. Chr.), der Kugelamphoren-Kultur (3100–2700 v. Chr.) und der Schnurkeramischen Kultur (2800–2200 v. Chr.) zuordnen. Weitere Bestattungen stammen aus der frühbronzezeitlichen Aunjetitzer Kultur (2300–1550 v. Chr.), der späteisenzeitlichen Latènezeit (450 v. Chr.–0), der Merowingerzeit (5. Jahrhundert–751) sowie allgemein aus frühchristlicher Zeit. Eine Bestattung ließ sich zeitlich gar nicht einordnen. Die Funde aus dem Hügel befinden sich heute im Museum für Ur- und Frühgeschichte Thüringens in Weimar.

## Lage

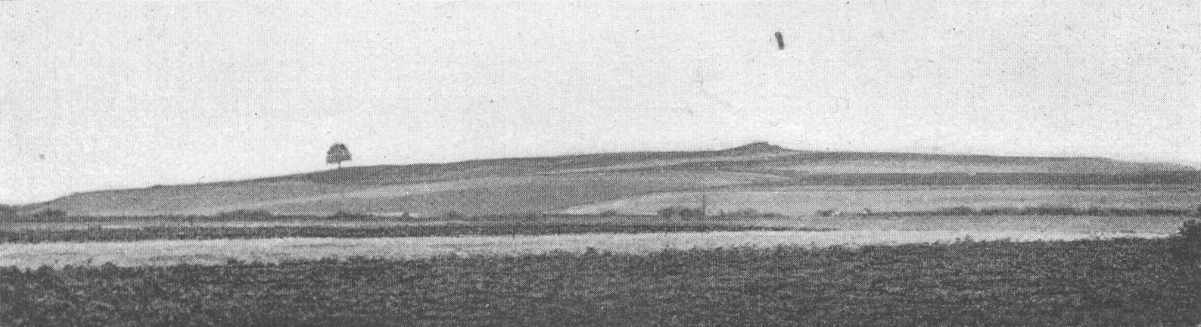
Foto des Hügels nach der Ausgrabung; Blick von der Unstrut

Der Hügel befindet sich 1,7 km südöstlich von Kalbsrieth in Richtung Schönewerda am linken Ufer der Unstrut. Er liegt weithin sichtbar auf der höchsten Erhebung der Umgegend. 800 m nördlich befindet sich mit dem Huthügel ein weiterer Grabhügel. Dieser wurde erst von Angehörigen der Schnurkeramischen Kultur errichtet und wies neben entsprechenden Funden dieser Zeit nur noch Reste einer möglichen frühbronzezeitlichen Nachbestattung auf. Weitere schnurkeramische Bestattungen wurden an mindestens fünf Stellen in der näheren Umgebung entdeckt: Auf dem Flurstück „In der Loh“ 3 km ostsüdöstlich von Kalbsrieth, südöstlich am Weg nach Schönewerda, 2,5 km südöstlich des Orts in der Kiesgrube Klasing am Rabenhüttenhügel, in einer weiteren Kiesgrube zwischen Kalbsrieth und Schönewerda und in einer östlich am Weg nach Artern gelegenen Kiesgrube. Von mehreren Stellen auf dem Gemeindegebiet stammen zudem noch Einzelfunde.

## Name
Die Namensherkunft des Hügels ist unklar. Möller nahm eine Verbindung zu dem brandenburgischen Generalfeldmarschall Georg von Derfflinger an, der im Juni 1675 im Krieg gegen Schweden seine Truppen durch Thüringen führte. Ob er dabei allerdings auch durch Kalbsrieth kam, konnte Möller nicht feststellen.

## Forschungsgeschichte
Der Hügel weckte bereits im 19. Jahrhundert das Interesse mehrerer Amateurforscher. An der Westseite wurde eine Probegrabung festgestellt, von der aber unklar ist, wann und durch wen sie durchgeführt wurde. Der Rechnungshauptmann Reinhard aus Buttstädt grub ohne Erfolg an der Nordseite des Hügels. Ebenfalls an der Nordseite gruben Oscar Förtsch aus Halle (Saale) und der Kalbsriether Bürgermeister Freysold. Dabei fanden sie eine schwarze polierte Urne, die ins Landesmuseum für Vorgeschichte in Halle verbracht wurde, wo sie Möller später aber nicht mehr auffinden konnte. Zwischen Juli und Oktober 1901 führte schließlich Armin Möller, Kustos des Stadtmuseums Weimar, sechs Wochen lang umfangreiche Grabungen am Hügel durch, die er 1912 publizierte.

## Beschreibung

### Der Hügel

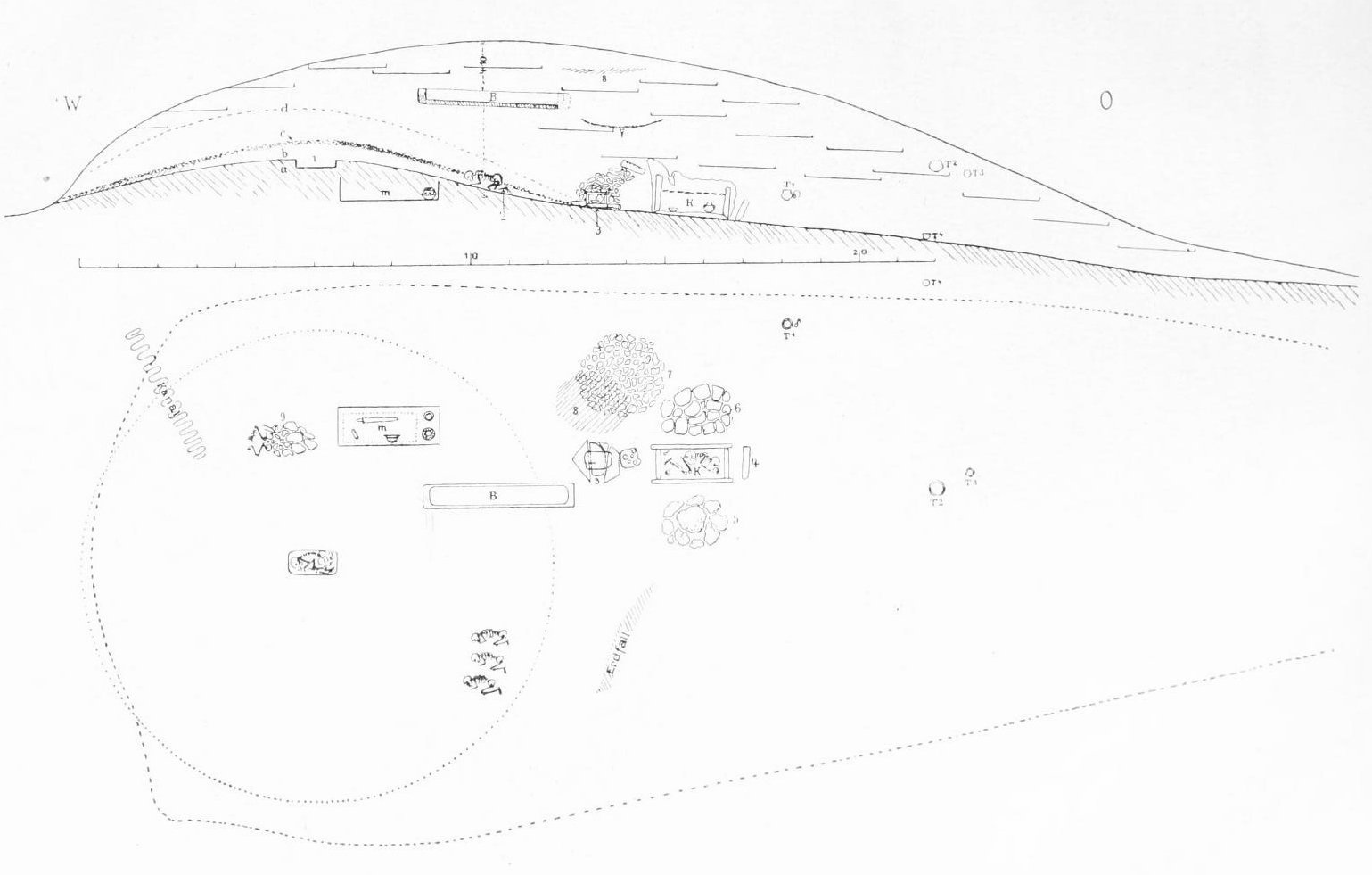
Grundriss und Querschnitt des Hügels

Der anstehende Boden unter dem Hügel besteht aus Kalkstein, unter dem eine Schicht aus Gips verläuft. Der Hügel selbst wurde in mehreren Phasen immer wieder erweitert. Ursprünglich dürfte er wohl annähernd rund gewesen sein, wurde aber später nach Osten hin stark erweitert und erhielt dadurch eine ungefähr trapezförmige Gestalt. Die südliche und westliche Seite des Hügels sind noch gut erhalten, die Nordseite ist hingegen stark angepflügt, ebenso die Ostseite. Hierbei sollen immer wieder Skelettteile und Keramikscherben freigelegt worden sein. Die ursprüngliche Höhe des Hügels dürfte 4,10 m betragen haben. Der Durchmesser von Norden nach Süden betrug bei Möllers Untersuchung 17,20 m, dürfte ursprünglich aber bei wenigstens 28 m gelegen haben.
Die älteste Phase des Hügels stellt eine natürliche Felskuppe mit einer einfachen Grabgrube dar, die mit einer 0,6 m mächtigen Erdschicht überhäuft war. Diese war mit einer Schicht aus kleinen Platten und Brocken aus Sand- und Kalkstein mit einer Dicke von 0,2 m in der Mitte bzw. 0,1 m am Rand überzogen. Über dieser Steinschicht war eine weitere Erdschicht aufgebracht, die sich aber nur an einer recht kleinen Stelle deutlich von der späteren Aufschüttung unterscheiden ließ. Die Höhe der zweiten Erdschicht ließ sich auf etwa 0,5–0,6 m bestimmen. Den Durchmesser des primären Hügels schätzte Möller auf mindestens 12 m. In der frühen Bronzezeit wurde der Hügel in einer abschließenden Phase zu seiner heutigen Größe erweitert.

### Die älteste neolithische Bestattung

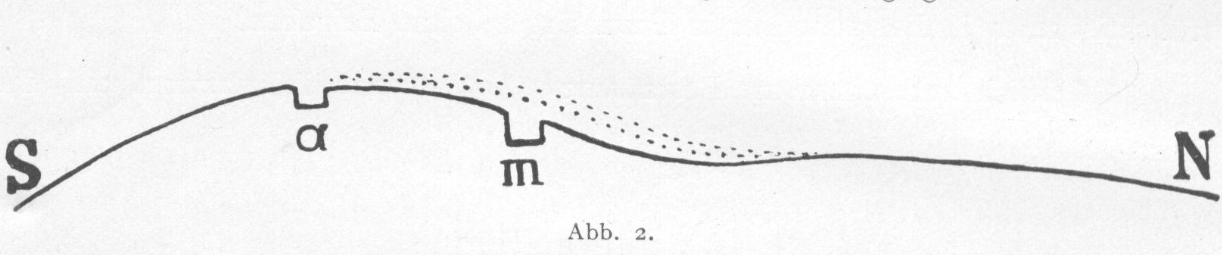
Schnittzeichnung der natürlichen Hügelkuppe mit der ältesten Bestattung (a) und der merowingerzeitlichen Bestattung (m)

Das älteste Grab war in die Kuppe des natürlich anstehenden Hügels eingetieft. Es handelte sich um eine einfache Erdgrube mit einer Breite von 0,6 m sowie einer Länge von 1,1 m an der Oberkante bzw. 0,98 m an der Sohle. Die Tiefe betrug nur zwischen 0,25 und 0,28 m. Wände und Boden waren nur bearbeitet und nicht geglättet worden. Die Grube war mit schwarzer Erde verfüllt und enthielt ein in extremer Hockerlage liegendes Skelett. Die Knochen waren sehr schlecht erhalten. Grabbeigaben wurden nicht gefunden.

### Dolmen und Steinkiste der Baalberger Kultur und der Kugelamphoren-Kultur

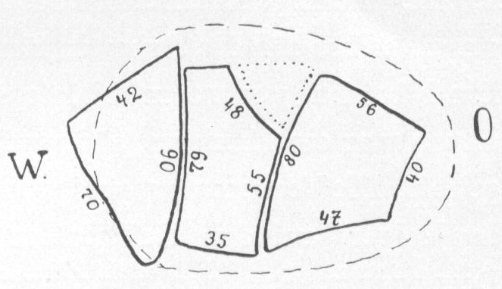
Umzeichnung der Steinplatten auf dem Dolmen

Am Fuß der Ostseite der primären Hügelschüttung schloss sich ein auf dem anstehenden Boden errichteter Komplex aus zwei steinernen Grabkammern und zwei Steinpflastern an. Bei der westlichen Kammer handelte es sich um einen kleinen, ost-westlich orientierten Urdolmen. Er bestand aus zwei Wandsteinen und einem Deckstein aus Rotsandstein. Auf dem Deckstein lagen drei Platten aus Sandstein. Der ganze Bau war wiederum von einem 0,9 m hohen Steinhaufen ummantelt, der aus verschiedenen Feldsteinen sowie aus 35–40 Bruchstücken von Mahlsteinen errichtet worden war.
Ob der Dolmen für eine reguläre Bestattung gedient hatte, ließ sich nicht sicher feststellen. Bis auf zwei Zähne wurden keine menschlichen Überreste gefunden.
Als Beigaben enthielt der Dolmen zwei Keramikgefäße. Das erste war eine vierhenklige, unverzierte Amphore mit einer Höhe von 15,3 cm und einem maximalen Durchmesser von 12 cm. Hierbei handelt es sich um eine typische Gefäßform der Baalberger Kultur. Das zweite Gefäß war ein Henkelnapf mit einer Höhe von 8,7 cm und einem Mündungsdurchmesser von 16,2 cm.

Beigaben aus dem Dolmen
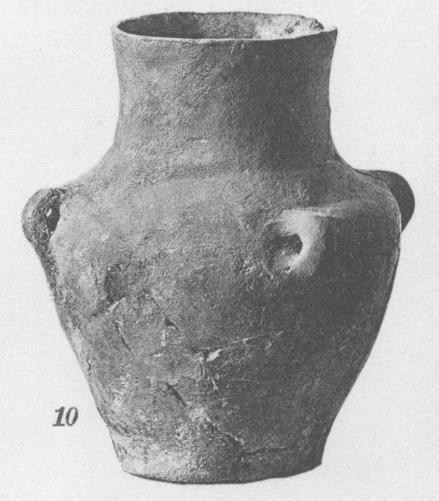
Amphore
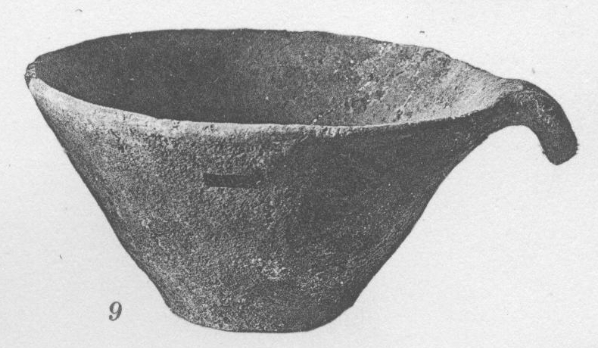
Henkelnapf

Zwischen der Steinschüttung über dem Dolmen und der östlich anschließenden Steinkiste wurde ein Schalenstein gefunden. Er bestand aus Braunkohlenquarzit und hatte eine Länge von 46 cm, eine Breite von 41 cm und eine Dicke von 18 cm. Seine Oberseite wies fünf Schälchen auf.

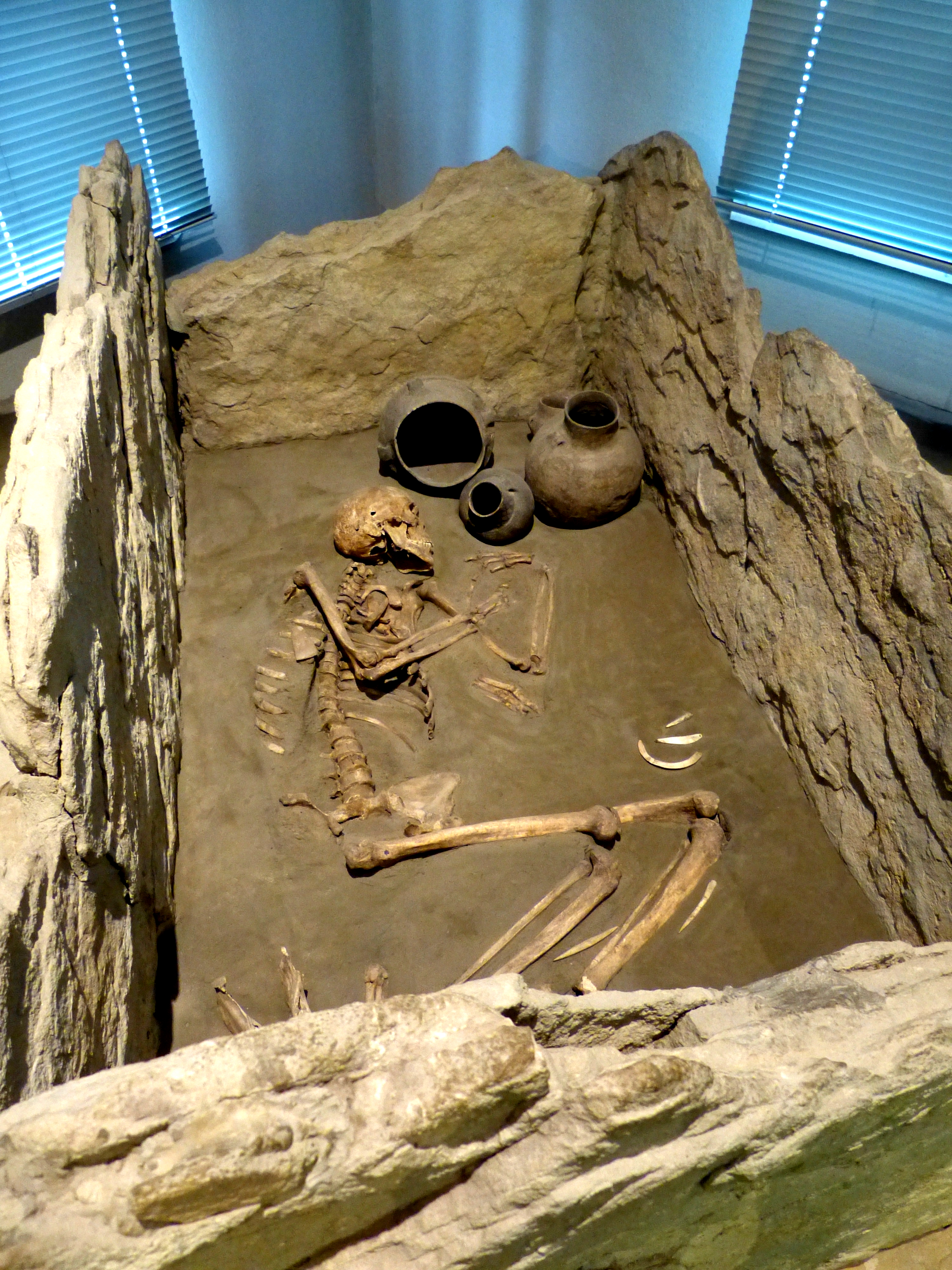
Grab der Kugelamphoren-Kultur aus dem Derfflinger Hügel; Museum für Ur- und Frühgeschichte Thüringens, Weimar

Die Steinkiste war ebenfalls ost-westlich orientiert. Sie bestand aus einer Bodenplatte und vier Wandplatten. Alle Platten bestanden aus Sandstein; die Fugen der Wandplatten waren mit Gips verstrichen. Ein Gipsrest an der Oberseite der westlichen Wandplatte sowie weitere Gipsstücke und Sandstein-Bruchstücke in der Erde über der Kiste deuten auf das ursprüngliche Vorhandensein einer Deckplatte hin. Die Kiste hatte eine innere Länge von 1,7 m und eine Breite von 0,94 m. Die recht schmalen Wandplatten wurden durch außen angelehnte kleinere Steinplatten stabilisiert. Durch eine weitere, aufrechtstehende Platte wurde vor der östlichen Schmalseite ein 0,6 m breiter, nach Norden und Süden hin offener Vorraum gebildet. Im Vorraum wurden Holzkohle, Asche, verbrannte Knochen sowie unbestimmbare Keramikscherben gefunden.
Die Kiste enthielt zwei Bestattungen, von denen nur eine gut erhalten war. Es handelte sich um das vollständige Skelett eines etwa 33–40 Jahre alten Mannes in linker Hockerstellung mit dem Kopf im Osten und dem Blick nach Süden. Am Schädel wurde eine verheilte Hiebverletzung festgestellt. Bei der zweiten Bestattung handelte es sich um ein 1,5–2,5 Jahre altes Kind. Hiervon waren nur noch einige sehr dünne Fragmente des Schädels erhalten.
Das Grab enthielt zahlreiche Beigaben. Vor der Stirn des erwachsenen Mannes lagen bzw. standen vier Keramikgefäße: eine verzierte und eine unverzierte Kugelamphore sowie zwei verzierte vierhenklige Töpfe. Bei den Füßen der Leiche wurde eine Schale gefunden. Zwischen den Unterschenkeln lag eine Doppelnadel aus Knochen und auf der Außenseite des linken Schienbeins eine einfache Knochennadel. Über dem linken Knie lag ein Knochen-Pfriem. In der Erde über dem Brustkorb wurde ein Feuerstein-Beil entdeckt. An Schmuckgegenständen wurden drei Eberzähne gefunden, davon mindestens zwei durchlocht. Davon lagen zwei unterhalb des Pfriems über dem Knie und der dritte auf dem linken Fuß. Schließlich waren dem Toten noch einige Nahrungsgaben mitgegeben worden. Hiervon hatten sich der Unterkiefer, ein Oberarm, ein Oberschenkel, zwei Füße und zwei Zehenknochen eines Schweins sowie ein Unterschenkel eines Kranichs erhalten.

Beigaben aus der Steinkiste
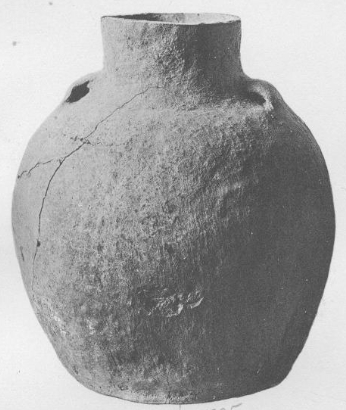
Kugelamphore
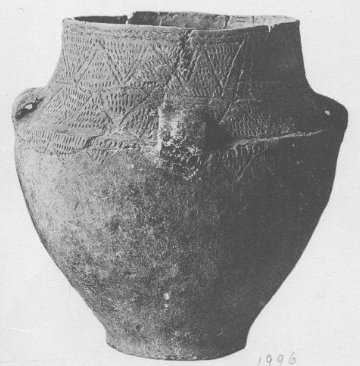
Topf
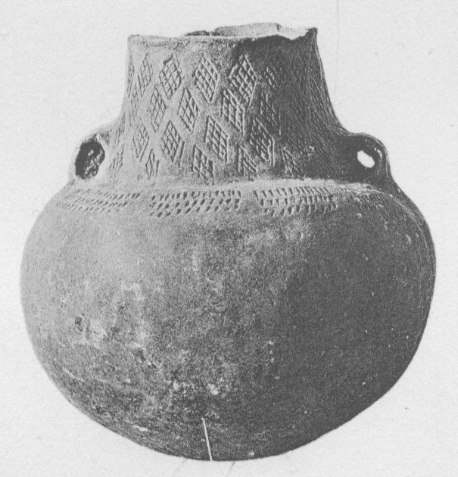
Kugelamphore
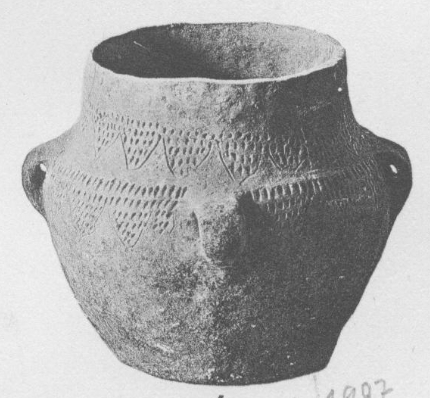
Topf
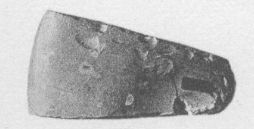
Beil
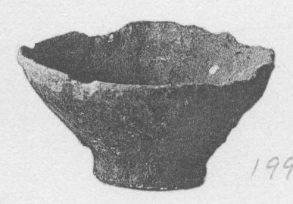
Schale
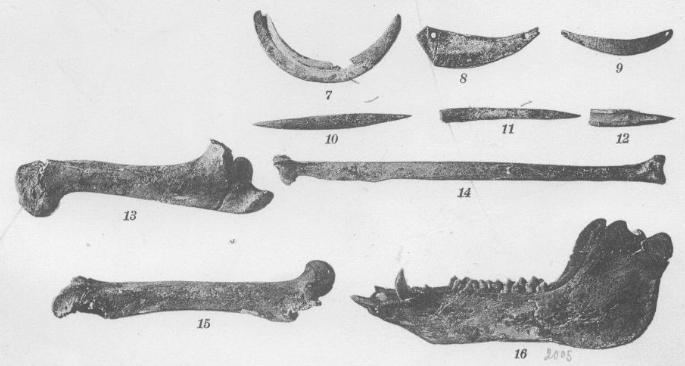
Tierknochen, Knochengeräte und Schmuck

Nördlich und südlich der Steinkiste befanden sich zwei ovale Steinpflasterungen. Die südliche war 0,7 m von der Steinkiste entfernt und lag 0,6 m über dem anstehenden Boden. Sie hatte von Ost nach West einen Durchmesser von 1,1 m und von Nord nach Süd von 1 m. Die Steinsetzung bestand aus einem zentralen Stein von 60 cm Durchmesser, der von neun kleineren, unregelmäßigen Platten umringt war. Alle bestanden aus gelbem und rotem Sandstein. Die Zwischenräume waren möglicherweise mit Lehm verfüllt, jedoch könnten die wenigen gefundenen Reste auch Bestandteil der Füllerde gewesen sein. Verfärbungen auf dem mittleren Stein sowie Asche und Holzkohlereste belegen, dass die Steinsetzung als Feuerstelle gedient hatte.
Die zweite Steinsetzung befand sich 0,5 m nördlich der Steinkiste. Sie war leicht muldenförmig und maß von Nord nach Süd 1,55 m und von Ost nach West etwas mehr. Diese Steinsetzung bestand nur aus kleineren Rotsandsteinplatten; der nördliche Rand war durch senkrechte Platten eingefasst. Die Fugen waren sorgfältig mit sandhaltigem Lehm verfüllt. Auch hier ist durch Verfärbungen, Asche und Holzkohle eine Verwendung als Feuerstelle belegt. Weiterhin wurden hier unverbrannte Knochenstückchen, unter anderem vom Rind, sowie einige nicht genauer bestimmbare Keramikscherben gefunden.

### Die schnurkeramischen Bestattungen

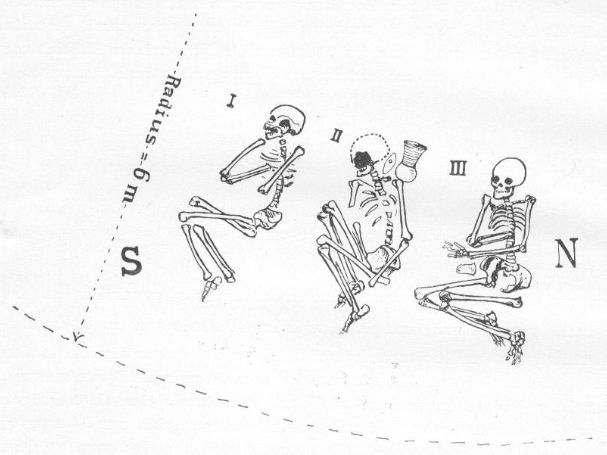
Die schnurkeramischen Bestattungen

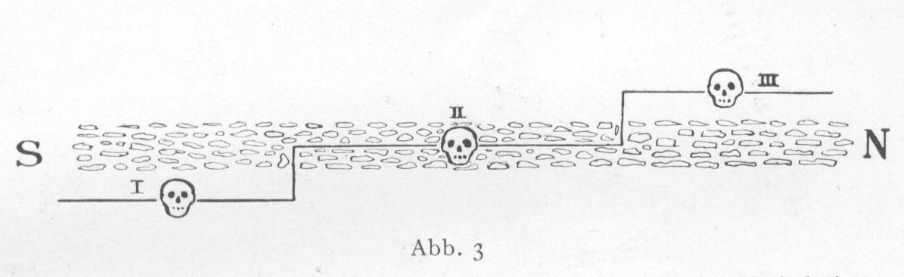
Schematische Darstellung der vertikalen Lagerung der Bestattungen

Am südöstlichen Rand des primären Hügels wurden drei schnurkeramische Bestattungen entdeckt. Die drei Toten waren in rechter Hockerstellung mit dem Kopf im Westen und Blick nach Süden niedergelegt worden und lagen in einer etwa nord-südlich verlaufenden Reihe jeweils 0,6 m voneinander entfernt. Sie lagen nicht in der gleichen Tiefe, sondern stufenförmig versetzt, wobei die Gruben für den südlichen und den mittleren Toten die Steinschicht des primären Hügels durchschnitten, sodass der südliche Tote unterhalb und der mittlere innerhalb der Schicht zum Liegen kam. Der nördliche Tote wurde hingegen oberhalb der Schicht beigesetzt.
Die Skelette waren teilweise noch recht gut erhalten. Eine Geschlechtsbestimmung fand nicht statt, jedoch ist die Lage auf der rechten Seite mit dem Kopf im Westen in der Schnurkeramik typisch für Männerbestattungen. Bei dem südlichen Toten konnten mehrere krankhafte Auswüchse an den Fußknochen festgestellt werden, außerdem ein verheilter Bruch am rechten Schienbein. Aufgrund der stark abgenutzten Zähne wurde auf ein relativ hohes Sterbealter geschlossen.
Beim südlichen Toten wurden keine Grabbeigaben vorgefunden. Hinter dem Schädel des mittleren Toten lagen ein Schnurbecher und eine Axt. Der Becher hat eine Höhe von 18,2 cm; sein Durchmesser beträgt am Boden 5,5 cm, an der engsten Stelle des Halses 8,5 cm und an der Mündung 12 cm. Er weist eine spiralförmige Schnurverzierung auf, die von der Mündung bis etwa 7,3 cm über dem Boden verläuft. Die Axt besteht aus grauschwarzem Serpentin und hat eine Länge von 11,4 cm, eine Breite von 5 cm und eine Dicke von 4,8 cm. Vor den Hüften des nördlichen Toten lag ein Beil aus Feuerstein mit einer Länge von 8,2 cm, einer Breite von 4,7 cm und einer Dicke von 1,7 cm.

Beigaben der Schnurkeramischen Bestattungen
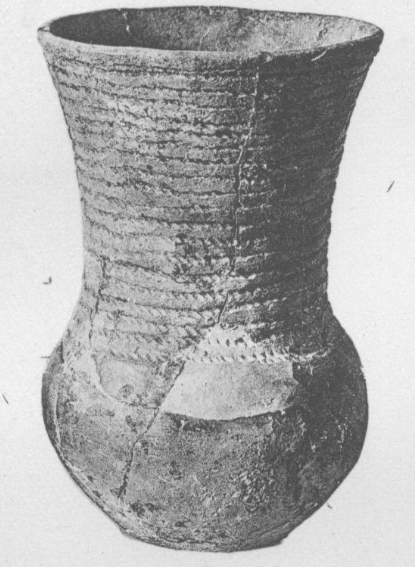
Schnurbecher
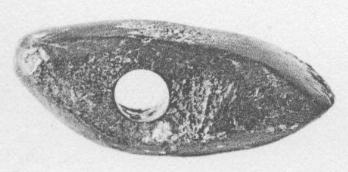
Axt
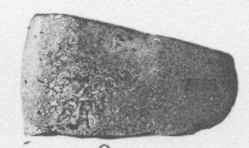
Beil

### Die Bestattung der Aunjetitzer Kultur
In der Mitte der bronzezeitlichen Hügelschüttung, etwa 1,3 m nördlich der Ost-West-Achse stieß Möller in einer Tiefe von 1,2–1,3 m auf einen Baumsarg. Er war ost-westlich orientiert und hatte eine erhaltene Länge von 3,9 m, eine Breite von 0,65 m und eine Höhe zwischen 0,55 und 0,6 m; die Wanddicke betrug 8–10 cm. Die Südseite des Sarges war durch eine spätere Bestattung beschädigt worden.
Das Skelett war schlecht erhalten und wurde bei der Grabung zusätzlich beschädigt. Der Tote war mit dem Kopf im Westen bestattet worden. Vom Schädel war nichts erhalten, vom Oberkörper nur eine Rippe und der Rest eines Schlüsselbeins. Das Becken wurde bei der Bergung beschädigt. Lediglich die beiden Oberschenkel waren relativ gut erhalten, die Unterschenkel wiederum kaum erkennbar.
Der Sarg enthielt insgesamt fünf Grabbeigaben: Zwischen dem Kopf des Toten und dem Endstück des Sarges wurde ein 3,9 cm großer Angelhaken aus Bronze oder Kupfer entdeckt. Für die restlichen Gegenstände liegt keine exakte Lagebeschreibung vor. Es handelt sich um eine facettierte Hammeraxt aus blaugrünem Kieselschiefer sowie um drei Keramikgefäße: eine typische Aunjetitzer Tasse, eine Schale mit Warzengriff sowie um eine Miniatur-Urne von lediglich 4,2 cm Höhe und einem maximalen Durchmesser 4,6 cm. Bei der Schale ist nicht sicher, ob sie direkt im Sarg niedergelegt worden war, denn sie wurde zwischen den Unterschenkeln des Toten gefunden, wo sich der Boden des Sarges nicht erhalten hatte. Möller konnte nicht ausschließen, dass sie von unterhalb des Baumsarges stammte, konnte dort aber kein weiteres Grab feststellen.

Beigaben der Aunjetitzer Bestattung
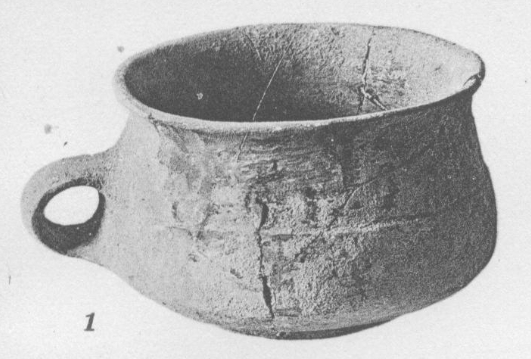
Tasse
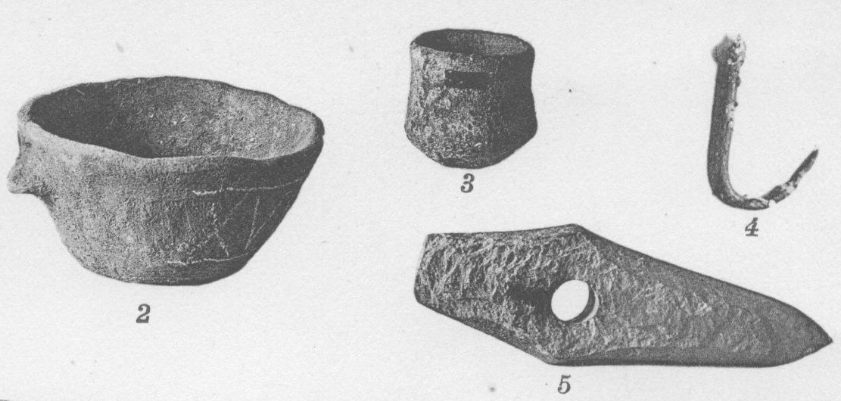
Schale, Miniatur-Urne, Angelhaken und facettierte Axt

### Die Bestattungen der Latènezeit

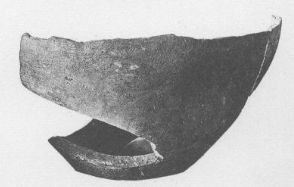
Rest einer Urne

An der Ostseite des erweiterten Hügels wurden vier latènezeitliche Bestattungen in Tiefen zwischen 0,6 und 1 m entdeckt. Eine Bestattung befand sich am nordöstlichen Rand des Hügels, zwei weitere am östlichen Rand, etwas nördlich der Ost-West-Achse und die vierte im Nordosten am Grund des Hügels auf dem anstehenden Boden, etwas außerhalb der noch erhaltenen Hügelschüttung. Es handelte sich in allen vier Fällen um Urnenbestattungen, die aber sämtlich durch die späteren christlichen Bestattungen beschädigt worden waren. Eine Urne war mittig gespalten worden. Die Urnen wurden wohl direkt in die Erde der Hügelschüttung eingebracht; nur in einem Fall wurde eine mögliche Steinsetzung festgestellt, was aber durch die spätere Störung nicht gesichert ist. Keine der Urnen war vollständig erhalten. Die noch vorhandenen Leichenbrand-Reste deuteten nach Möller in allen Fällen auf Erwachsenen-Bestattungen hin. Nur zwei Grabbeigaben konnten aufgefunden werden: Es handelte sich um ein nicht genauer definierbares Eisenstück, vielleicht von einer Fibel sowie um einen schüsselförmigen Ohrring aus Bronze. Durch den schlechten Erhaltungszustand der Urnen und die wenigen Beigaben war eine genauere Datierung der Begräbnisse nicht möglich.

### Das Schachtgrab der Merowingerzeit
Im nordwestlichen Teil des Hügels wurde von dessen Oberfläche ein Schachtgrab bis zu einer Tiefe von 50 bis 60 cm unter dem anstehenden Boden angelegt. Es hatte einen rechteckigen Grundriss und eine Länge von 2,55 m sowie eine Breite von 1 m. Am Boden des Schachts stand ein stark vergangener Holzsarg mit der Bestattung eines fränkischen Kriegers. Das Begräbnis war mit Eichenbohlen abgedeckt und der Schacht anschließend wieder mit Erde verfüllt worden. Der Tote war in gestreckter Rückenlage mit dem Kopf im Westen beigesetzt worden. Über Skelettreste liegen keine Angaben vor.
Zu den Beigaben des Toten gehörte ein Schwert (Spatha) von 89,6 cm Länge, das neben seinem linken Bein niedergelegt worden war. Auch die hölzerne Scheide war in Resten erhalten. Zur Bewaffnung gehörten weiterhin ein Messer, eine eiserne Lanzenspitze sowie ein Schild, von dem noch der Buckel und die Fessel erhalten waren. Das Messer wurde nahe der rechten Schulter des Toten gefunden und wies am Griff noch Holzreste auf. Die Lanzenspitze lag bei den Füßen des Toten und der Schild auf der rechten Körperseite. Weitere Eisenfunde waren nicht mehr genau bestimmbar; bei einem Stück könnte es sich um eine Schnalle gehandelt haben, bei zwei weiteren vielleicht um die Schneiden einer Schere. Am Kopf des Toten wurde ein Knochenkamm gefunden, der eine Länge von 20 cm hatte und aus fünf Platten zusammengesetzt war. An möglichen Schmuckgegenständen wurde nur ein nicht genauer bestimmbares Stück Bronze gefunden. Außerhalb des Sarges standen am Fußende zwei Keramikgefäße. Es handelte sich um einen doppelkonischen Topf und eine Schüssel.

Beigaben der merowingerzeitlichen Bestattung
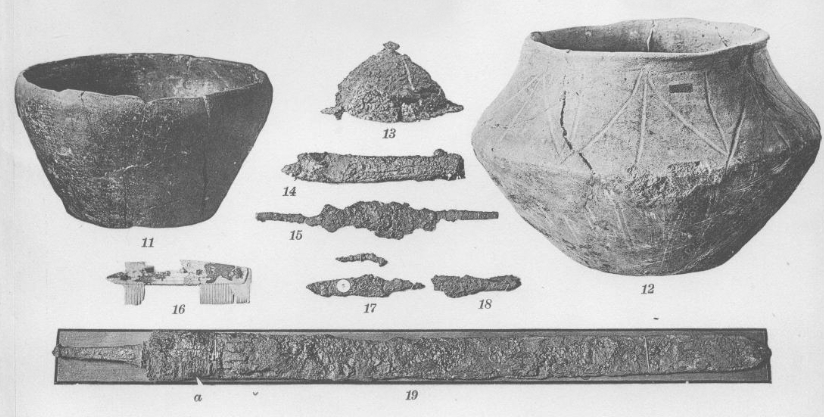
Schüssel, Topf, Schildbuckel, Lanzenspitze, Schildfessel, Knochenkamm, Messer, Eisengegenstände, Schwert
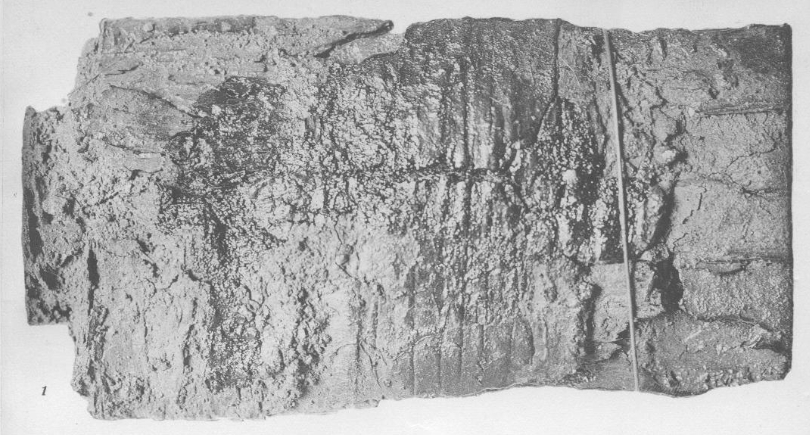
Detailansicht der Schwertscheide

### Frühchristliche Bestattungen
Über den gesamten Hügel verteilt wurden kurz unter der Oberfläche insgesamt 91 frühchristliche Reihengräber entdeckt. Sie konzentrierten sich besonders in der Hügelmitte sowie in einer 5 m langen Reihe an der West- und einer 7 m langen Reihe an der Ostseite. Die Bestattungen wurden in unterschiedlichen Tiefen angetroffen: Im Osten waren es nur 25–30 cm, was aber auf Beackerung und Erosion des Hügels zurückzuführen ist. In der Mitte des Hügels waren es 50 cm, die ursprüngliche Bestattungstiefe dürfte bei 70 cm gelegen haben. Für alle Bestattungen wurden einfache Holzsärge verwendet, die im Durchschnitt etwa 1,5 m voneinander entfernt eingebracht worden waren, wobei nur an den Rändern eine gewisse Ordnung eingehalten wurde, während in der Mitte bei neuen Bestattungen nicht mehr auf ältere geachtet worden war. Die Särge waren bis auf wenige Ausnahmen ost-westlich orientiert. Ein Sarg wies an den Langseiten offenbar eine Einfassung aus zusätzlichen Brettern auf, einige weitere Särge waren teilweise mit Steinplatten eingefasst. Die Särge waren zwischen 1,2 m (für Kinderbestattungen) und 1,9 m lang. Ihre Breite betrug zwischen 0,45 und 0,55 m.
Die Toten lagen in gestreckter Rückenlage mit dem Kopf nach Westen. Bei einer Frauenbestattung konnte kein Sarg festgestellt werden. Die meisten Toten waren einzeln bestattet worden, in drei Fällen war ein Kind mitbestattet worden und in einem Fall waren zwei Erwachsene in einem Sarg beigesetzt worden. Die Toten gehörten allen Altersstufen an. Bei einem Viertel handelte es sich um Jugendliche, bei einer Person wurde aufgrund der bis auf die Wurzeln abgenutzten Zähne auf ein hohes Sterbealter geschlossen. Bei fast allen noch erhaltenen Schädeln ließ sich Dolichocephalie feststellen.
Lediglich in vier Fällen wurden Grabbeigaben festgestellt: Es handelte sich um zwei eiserne Messer, den Rest einer viereckigen Schnalle sowie um ein undefinierbares Eisenstück. Eine genaue Datierung der Gräber war anhand dieser spärlichen Funde nicht möglich.

### Zeitlich nicht bestimmbare Bestattung

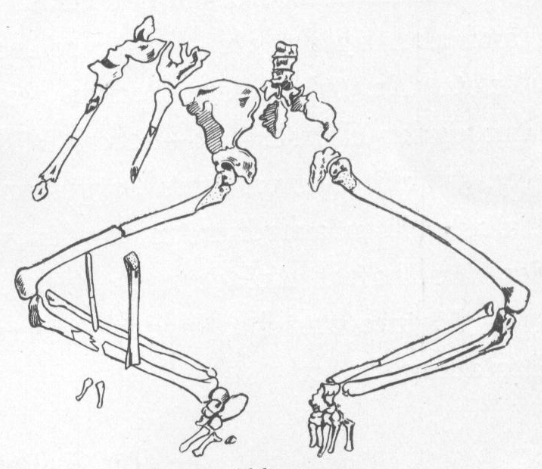
Die zeitlich nicht bestimmbare Bestattung

Am Westhang des Hügel wurde in 0,5 m Tiefe eine unregelmäßige Packung aus Sandsteinstücken und Kalksteinplatten entdeckt. Etwa 30 cm tiefer wurde ein lockeres Bodenpflaster aus Sandstein mit weiten Lücken und Spuren von Brandeinwirkung festgestellt. Unmittelbar westlich des Steinpflasters wurde der Unterteil des Skeletts eines Erwachsenen gefunden. Erhalten waren noch die unteren Wirbel, das Becken sowie die extrem gespreizten und rautenförmig angewinkelten Beine. Auf dem rechten Bein lagen die Reste eines Kinderskeletts in gestreckter Haltung. Auch hier waren nur die Beine und das Becken erhalten. An Beigaben wurden nur acht Keramikscherben gefunden, die wohl zu drei Gefäßen gehört hatten. Sie waren nicht neolithisch, ließen sich aber ansonsten zeitlich nicht genauer einordnen.

## Der Hügel in regionalen Sagen
Um den Derfflinger Hügel ranken sich mehrere Sagen: Man dürfe nachts nicht daran vorübergehen, da es dort nicht geheuer sei. Am nahe gelegenen Weg soll eine Kutsche mit kopflosen Pferden vorbeifahren. Zigeuner sollen hier ihre Toten beigesetzt haben. Außerdem soll in dem Hügel ein mächtiger König in einem silbernen Sarg bestattet sein. Insbesondere letztere Sage wurde von den Anwohnern offenbar sehr ernst genommen. So wurde Möller von einem Gutsinspektor bedrängt, er solle doch tiefer graben, um den Sarg doch noch zu finden. Eine ganz ähnliche Sage ist von dem knapp 50 km östlich gelegenen Grabhügel von Rössen in Leuna in Sachsen-Anhalt überliefert: Dort ist es ein Königsohn in einem goldenen Sarg.
Wohl ebenfalls um eine Sage handelt es sich bei der Behauptung, Schäfer würden im Hügel, besonders im Osthang, ihre verendeten Schafe verscharren. Möller konnte bei seiner Grabung keinerlei Tierskelette nachweisen. Auch für Freudenfeuer auf der Spitze des Hügels konnte er keine Belege erbringen. Jedoch war die Hügelkuppe teilweise abgetragen worden, womit entsprechende Ascheschichten möglicherweise nicht erhalten blieben.